# Horná Súča
Horná Súča (em húngaro: Felsőszúcs) é um município da Eslováquia, situado no distrito de Trenčín, na região de Trenčín. Tem 53,82 km² de área e sua população em 2018 foi estimada em 3.382 habitantes.

## Demografia
| Ano:        | 1994 | 2004   | 2014   | 2024   |
| ----------- | ---- | ------ | ------ | ------ |
| Broj ljudi: | 3640 | 3503   | 3422   | 3281   |
| Razlika:    |      | -3,76% | -2,31% | -4,12% |

| Ano:               | 2023 | 2024   |
| ------------------ | ---- | ------ |
| Número de pessoas: | 3276 | 3281   |
| Diferença:         |      | +0,15% |